# Chauen
Chauen, Xauen hay Chefchauen (tiếng Ả Rập: شفشاون, đã Latinh hoá: Shafshāwan, IPA: [ʃafˈʃaːwan]; ngữ tộc Berber: ⴰⵛⵛⴰⵡⵏ, đã Latinh hoá: Ashawen), là một khu tự quản và thành phố ở Maroc, thủ phủ tỉnh Chauen. Thành phố tọa lạc ở tây bắc quốc gia, ở chân đồi của Rif gần Tetouan, trong khu vực của Tangier Tetouan.
Thành phố có 35.709 cư dân (2004).

## Hình ảnh

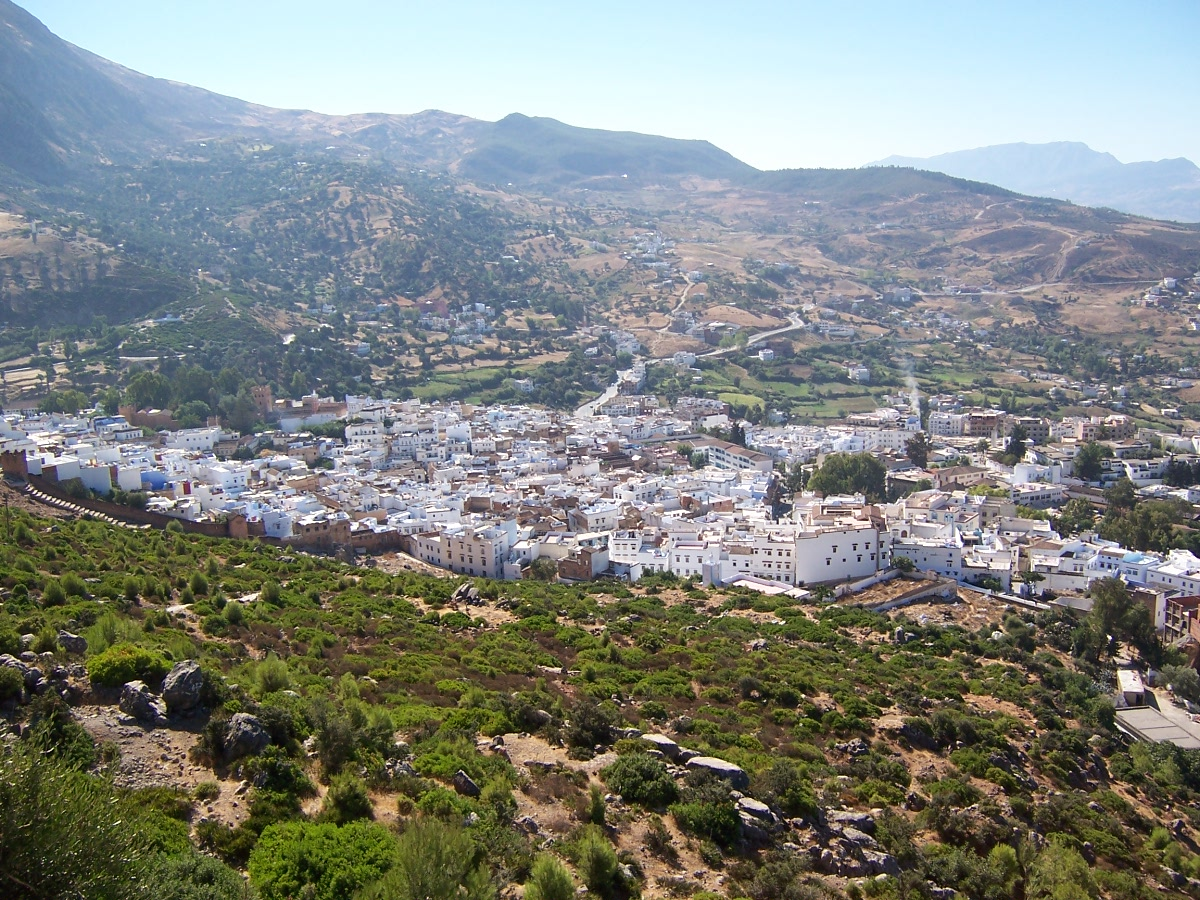
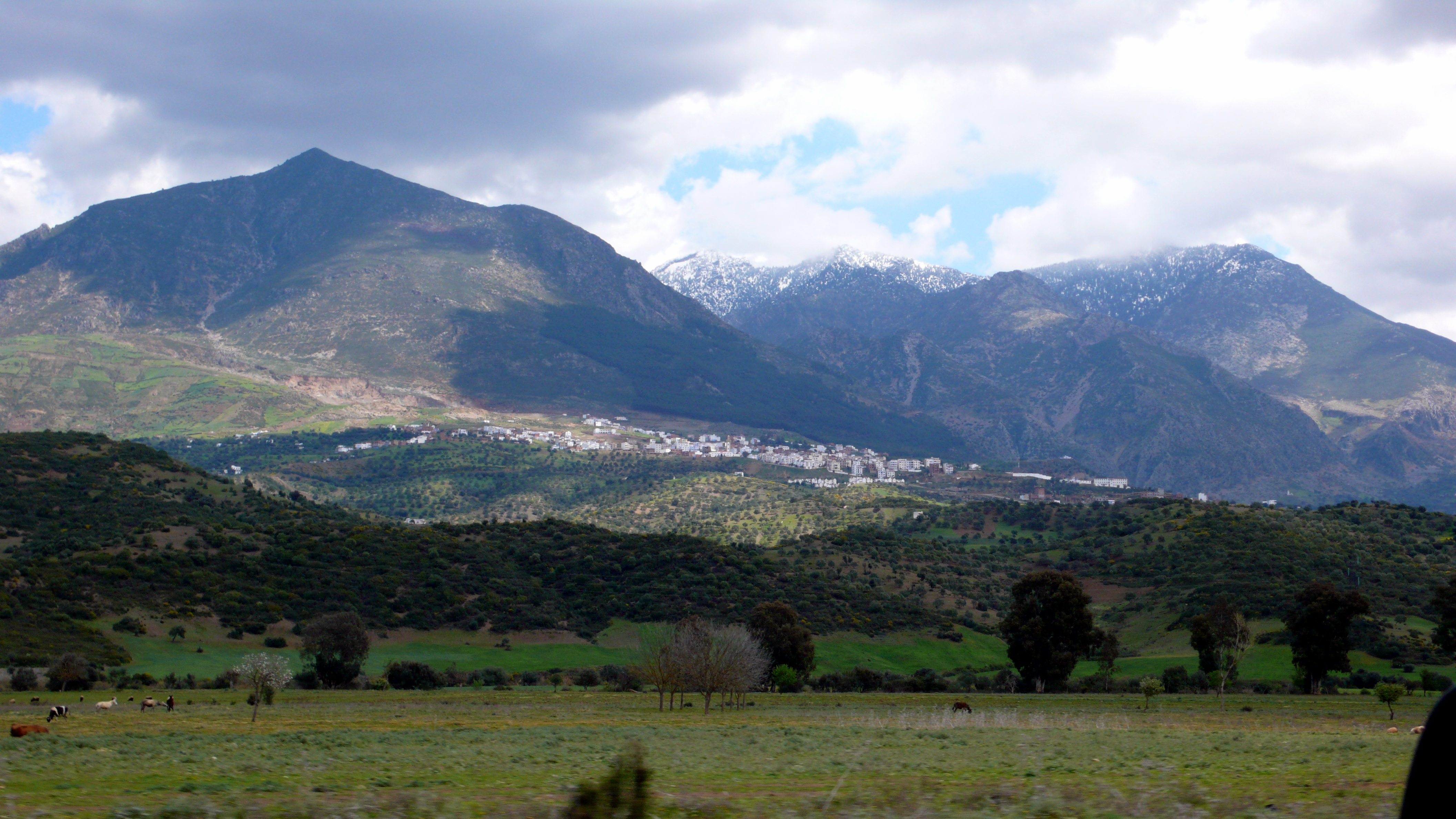
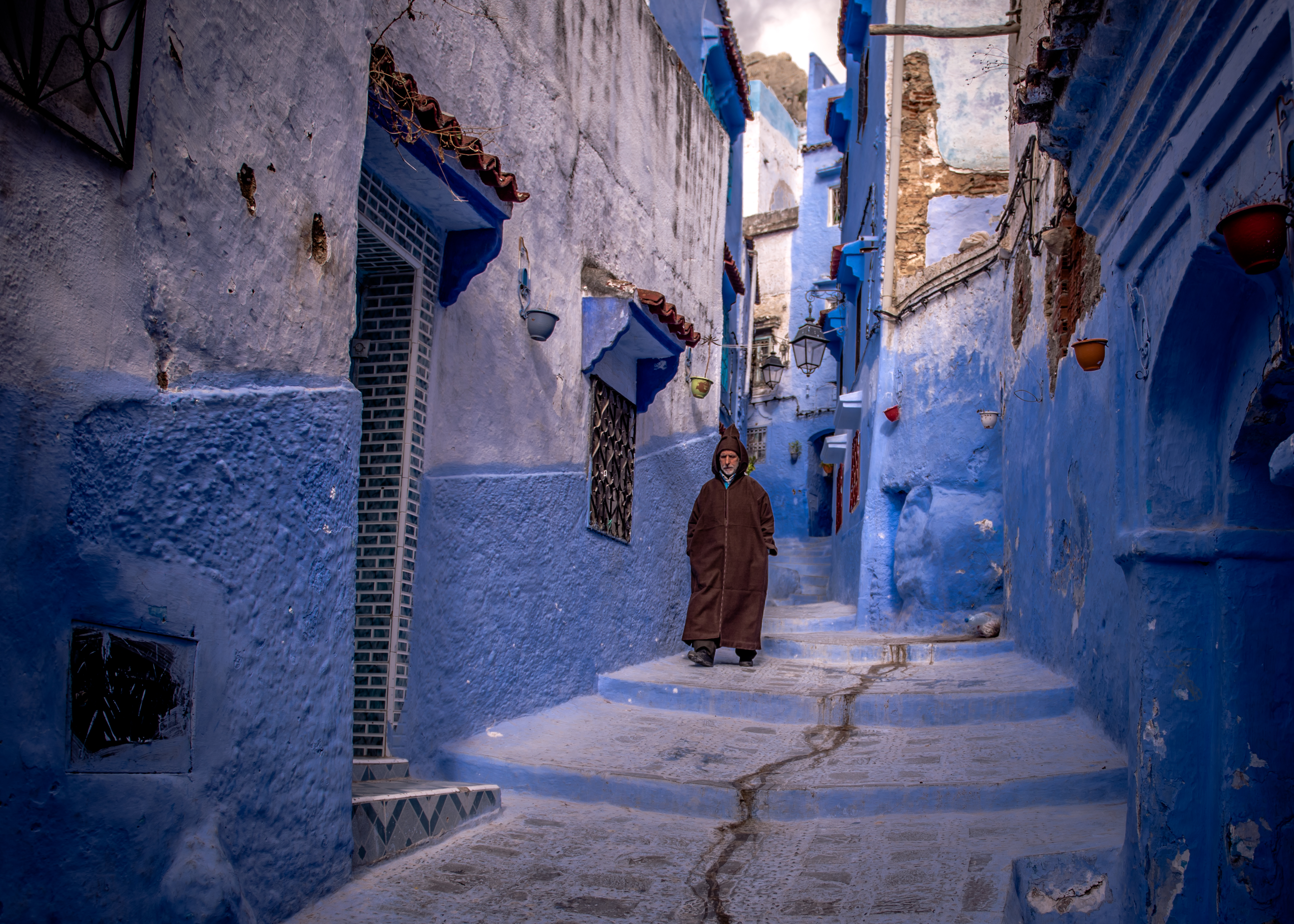

## Thành phố kết nghĩa
- Issaquah, Washington, Hoa Kỳ[1]
- Vejer de la Frontera, Tây Ban Nha[2]
- Ronda, Tây Ban Nha[3]
- Côn Minh, Trung Quốc
- Testour, Tunisia
- Mértola, Bồ Đào Nha[4]
- Beni Mellal, Maroc